# Михаило Лазаревић
Михаило (Марка) Лазаревић (околина Новог Пазара, 1876 — ?) био је српски јунак. Носилац је Карађорђеве звезде са мачевима.

## Биографија
Рођен је 1876. године у једном селу крај Новог Пазара, од оца Марка и мајке Стојне, одакле су се његови доселили у селу Мирница код Куршумлије. У ратовима од 1912. до 1915. године борио се у саставу 2. пеш.пука 2. позива. Као каплар 4. чете 2. батаљона овог пука показао је изузетну храброст у тешким борбама на Гучеву и Мачковом камену и за подвиге у тим борбама одликован је Златним војничким орденом КЗм. Осим тога одликован је и златном Обилићевом медаљом за храброст. У току Колубарске битке на планини Рајац тешко је рањен у ногу и остао је инвалид.
После рата вратио се да живи на свом имању у Мирници са супругом Лепосавом са којом је имао синове Тихомира, Чедомира, Мирослава и Драгослава и кћи Радунку.